# Lovro Gnjidić
Lovro Gnjidić (Zagabria, 18 aprile 2001) è un cestista croato.

## Biografia
Gnjidić è cresciuto in una famiglia di cestisti, infatti sia sua madre Lidija che suo padre Boris, sono stati giocatori professionistici.

## Carriera

### Club
Gnjidić è cresciuto nelle giovanili del Cibona, squadra con cui ha giocato anche le prime partite da professionista. Nella stagione 2020-21, dopo l'infortunio del playmaker titolare Scottie Reynolds, Gnjidić si trova a giocare molti più minuti di quanto previsto ad inizio anno. Grazie alle sue ottime prestazioni, attira l'attenzione del Mornar Bar, squadra montenegrina che cerca di firmarlo nell'estate 2021. Nonostante i diversi rumor che annunciavano la sua firma, Gnjidić decide di rimanere al Cibona.
Ad aprile 2022, Gnjidić si dichiara eleggibile per il Draft NBA 2022, salvo ritirarsi prima dell'inizio del draft stesso.
A luglio 2022, dopo aver vinto sia il campionato croato che la coppa di Croazia con il Cibona, Gnjidić firma un contratto biennale con il Cedevita Olimpija, squadra slovena che partecipa anche all'EuroCup.
Il 13 luglio 2023 viene ufficializzato come nuovo giocatore del Spalato.

### Nazionale
Gnjidić ha giocato nelle selezioni giovanili della nazionale croata. Ha preso parte ai campionati mondiali maschili di pallacanestro Under-17 del 2018, a FIBA EuroBasket under-18 2018 e 2019, oltre al FIBA U20 European Challengers 2021.
Gnjidić ha debuttato con la maglia della nazionale maggiore a novembre 2021, giocando una gara valida per le qualificazioni ai mondiali del 2023 contro la Slovenia.